# Rån
För andra betydelser, se Rån (olika betydelser).

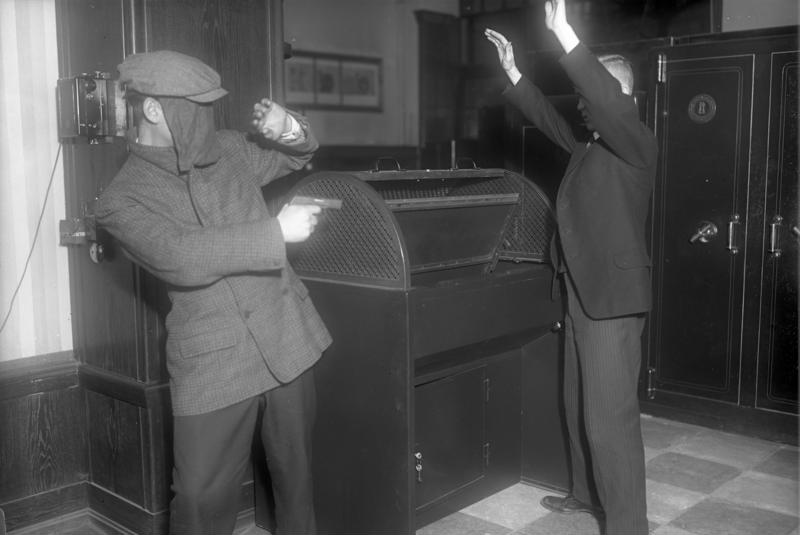
Ett rån på en bank i Tyskland 1931.

Rån, rov eller röveri är olika begrepp för handlingen att råna, rova och röva, att med våld eller hot utföra stöld och sätta sig i besittning av någon annans tillhörighet och föra bort det mot dess eller dess ägares vilja (olovlig bortföring). Begreppen avser ibland snarlika men olika ting varvid den som utför rån kallas rånare medan den som utför rov kallas rövare.
Ofta sker rån under vapenhot (väpnat rån). Om brottet är allvarligare rubriceras det som grovt rån. Även det fallet där stölden begås först och våld eller hot om våld förekommer senare, när den bestulne i anslutning till stölden vill ta tillbaks det stulna, kan bedömas som rån. Går det viss tid mellan stölden och det efterföljande våldet bör brotten sannolikt bedömas var för sig. Våldet eller hotet om våld måste vara riktat mot person för att det ska vara att bedöma som rån. Den som i samband med stöld hotar att slå sönder inredningen skulle sannolikt dömas för stöld eller grov stöld, inte rån.
Beteckningen rövare används i modern tid i generell betydelse för någon som på ett icke rättsrådigt sätt tillägnar sig andras ägodelar. Till exempel används rövarbaroner (av engelska: robber baron, som egentligen avser rovriddare) som beteckning för samvetslösa "rika" som "lurar" enklare folk på deras pengar eller egendom.

## Etymologi
Rån förekommer redan i fornnordiskan som rán, av oklar grund, möjligen av sår.
Rov, som även kan betyda ”byte” (det som rovats), härrör fornnordiska: rof (urnordiska: rauf) i denna mening. Det är bland annat belagt på Rökstenen som valrauf (som dativformen runsvenska: ᚢᛆᛚᚱᛆᚢᛓᚢ, ualrauƀu och nominativ plural runsvenska: ᚢᛆᛚᚱᛆᚢᛓᛆᛧ, ualrauƀaʀ), vilket även återfinns som fornhögtyska: walaraupa och anglosaxiska: wælrēaf, alla med betydelsen ”valrov, krigsbyte taget från de fallna” (se valr). Ordet är troligen kognat med ”riva” (jämför fornsvenska: riuva, ”sönderbryta, sönderriva”) efter den ifrågavarande stam som föreligger i dialektala norska: røyve (”ull, gröda”) och isländska: reyfi (”ull som rives av ett får, skinn med ullen kvarsittande”), jämfört med tyska: raub (”byte”, dialektalt ”skörd, gröda”), anglosaxiska: rēaf (”skinn, klädnad, byte”).
Röveri och röva, även som roveri och rova, härrör samma stam som rov och återfinns även snarast oförändrad i fornnordiskan: fornsvenska: røva, forndanska: røuæ, fornvästnordiska: reyfa, raufa. Jämför engelska: robbery, bokstavligt ”roveri”.

## Juridik

### Sverige
Den som stjäl med hjälp av våld mot en person, eller med hot som för den hotade verkar innebära trängande fara, döms för rån till fängelse i lägst ett och högst sex år enligt 8 kap. 5 § brottsbalken.
Med "trängande fara" avses att offret upplever fara för sitt liv eller för grov misshandel. Även i det fall där det senare visar sig att "vapnet" var en attrapp, till exempel en pistol gjord av trä, så ska gärningsmannen dömas för rån om övriga förutsättningar är uppfyllda, se ex NJA 1956 C 187. Det har dock varit en fråga i praxis om användning av attrapper, t.ex. kpistar vid ett bankrån, ska påverka om rånet bedöms som grovt då den som använder skarpladdade vapen utsätter de inblandade för en avsevärt högre risk, även om risken bedöms jämbördigt av mottagaren av hotet. Givet en helhetsbedömning kan dock se även sådana rån betraktas som grova, exempelvis vid omfattande planering, se ex NJA 2018 s. 767. 
Att försätta någon i vanmakt eller annat liknande tillstånd jämställs med våld.
Detsamma gäller om någon med våld eller hot tvingar en annan person till en handling eller underlåtenhet som innebär vinning för gärningsmannen och skada för den tvungne eller någon som är i dess ställe. Tre gärningsmän som hotat en man genom att vifta med ena handen framför hans ansikte och sedan knuffa ner honom på en säng och därmed förmått honom att lämna ifrån sig hundra kronor och tre kontokort har dömts för rån enligt 8 kap 5 § 1 st brottsbalken till fängelse i ett år i NJA 1981 s 273.
Rån är det också när den som begått stöld anträffas på bar gärning och använder våld eller hot om våld mot den som vill ta tillbaks det stulna.
Gärningen bedöms som grov, med fängelsestraff på mellan fem och tio år, om våldet varit livsfarligt eller om gärningsmannen tillfogat svår kroppsskada eller allvarlig sjukdom, liksom om synnerlig råhet visats eller den rånades skyddslösa eller utsatta ställning utnyttjats hänsynslöst enligt 8 kap. 6 § BrB.
- I NJA 1989 s 829 hävdade Riksåklagaren, (RÅ), att rån skulle bedömas grovt - trots att attrapper och icke verkliga vapen använts - vilket Högsta domstolen icke biföll.
- En man, som tillsammans med en kumpan, trängt sig in i en blind mans lägenhet och hotat honom med att "ta ner honom i källaren och märka honom där" samt vid två tillfällen krävt att den blinde skulle ta fram pengarna innan de räknat till fem resp till tre och även hotat att sticka en kniv i bröstet på honom och strimla honom i ansiktet med kniven samt dragit en kniv över ansiktet på honom så att en mindre blödning uppstått har dömts för grovt rån till fängelse fyra år i NJA 1992 s 357.
- Bankrån, som varit väl planlagt och där rånarna kom över cirka 1 miljon kr och där personal och kunder på grund av rånarnas hot kommit att uppleva ångest och skräck och sväva i livsfara och länge efter händelsen mått psykiskt dåligt, har bedömts som grovt rån i NJA 1994 s 732.
- Rättstillämpning har präglats av viss återhållsamhet när det gällt att anse rånbrott som grova. Om detta kan man läsa i NJA 1999 s 25.
- I förarbetena har emellertid uttalats att rånöverfall mot droskförare under yrkesutövning i regel skall bedömas som grovt rån, vilket tydliggörs i NJA s 270.
- Rån mot värdetransport har bedömts som grovt brott redan på den grunden att vapen - även om det inte blivit utrett att de var riktiga eller skarpladdade - använts på ett hänsynslöst sätt mot väktarpersonal. Det stora bytet på 5,3 miljoner kronor har även detta ensamt ansetts konstituera grovt rån. Straffet har - viss annan brottslighet inräknad - bestämts till fängelse sju år i RH 1993:23.
- Rån mot ett postkontor har bedömts som grovt brott trots att det inte visats att de vapen som användes var skarpladdade. Andra inslag - planeringen, utrustningen och hänsynslösheten - har avgjort bedömningen i RH 1994:139.
- Hos en person har påträffats vapen samt en stor mängd ammunition, en batong, handfängsel, tårgas, pepparspray, blyinfattade handskar, skyddsväst och walkie-talkier. Personen har dömts för förberedelse till grovt rån i RH 2007:35.

### Finland
Enligt finländsk rätt regleras rån (ryöstö) i 31:a kapitlets 1:a paragraf i strafflagen och det definieras att den som
1) genom våld på person eller överhängande hot om sådant våld ur en annans besittning olovligen tillägnar sig eller olovligen tar i bruk någon annans lösa egendom, eller
2) genom sådant våld eller hot tvingar en annan att avstå från en ekonomisk förmån som gärningsmannen eller den för vilken han handlar inte har laglig rätt till.
För rån skall gärningsmannen dömas till fängelse i minst fyra månader och högst sex år. Den 2:a paragrafen i samma kapitlet definieras ett grovt rån (törkeä ryöstö) att om vid rån
1) någon uppsåtligen tillfogas svår kroppsskada eller allvarlig sjukdom eller försätts i livshotande läge,
2) brottet begås på ett synnerligen rått eller grymt sätt,
3) används skjut- eller eggvapen eller annat sådant livsfarligt hjälpmedel, eller
4) brottet riktas mot någon som på grund av det arbete eller den uppgift som hör till hans yrke eller befattning inte kan försvara sig eller sin egendom,
och rånet även bedömt som en helhet är grovt. För grovt rån skall gärningsmannen dömas till fängelse i minst två och högst tio år. Försök till rån eller grovt rån är alltid straffbart.

### Norge
Enligt den norska terminologin är Ran ett förmögenhetsbrott som kan beskrivas som stöld kombinerat med våld eller hot om våld eller i förening. Rån anses i Norge tillhöra de mest allvarliga brotten eftersom de medför en stark påverkan på de inblandade.
Rån kan straffas med fängelse i högst fem år enligt 268 § allmänna (norska) strafflagen. Grovt rån kan ge upp till 12 års fängelse.
Försök till rån eller planering av rån kan ge tre års fängelse enligt 269 § Straffeloven.

### England och Wales
Definitionen av robbery, som torde motsvara rån, är att ta egendom från någon i avsikt att permanent avhända honom egendomen genom att utöva våld eller framställa hot om våld. Åtal för robbery måste väckas av allmän åklagare vid en av de 90 Crown Court i England och Wales. Hot om framtida våld ska inte bedömas som robbery utan som blackmail (utpressning).[källa behövs]

### Schweiz
I Schweiz gäller enligt artikel 140 i Strafgesetzbuch (Schweiz) att rån föreligger om stöld utövas mot person som utsätts för livsfara eller hot om livsfara. Straffet är frihetsstraff upp till tio år eller böter dock aldrig lägre än 180 dagsböter.[källa behövs]

### Tyskland
Definitionen av Raub, som torde motsvara rån, är enligt tysk straffrätt överförande av lös egendom på ett rättsvidrigt sätt genom våld eller hot om våld mot person. Rån bedöms enligt 249 § i den tyska Strafgesetzbuchs särskilda del som handlar om Vermögensdelikte. Rån kan straffas med mellan tre månaders upp till tio års fängelse (räknas som särskilt svårt fall av stöld).

### Österrike
I Österrike kan den som begår rån dömas enligt 142 § Strafgesetzbuch (Österreich), som reglerar de grundläggande reglerna för österrikisk straffrätt, till ett till tio års frihetsstraff. Lindrigare rån kan medföra sex månaders till fem års fängelse. (142 § Abs 2) Som ringa betecknas rån som avsett små värden eller skapat föga skada.
Grovt rån (Schwerer Raub) anses föreligga när rånet utgör en del av en ligas gemensamma insats eller när vapen använts enligt 143 § Strafgesetzbuch. Samma gäller om våldet medfört svår kroppsskada. Straff på mellan 10 och 20 års fängelse eller till och med livsstraff kan följa.[källa behövs]

## Typer
- Bankrån
- Flygplanskapning
- Gaturån
- Människorov
- Plundring
- Sjöröveri
- Stråtröveri
- Tågrån
- Vägrån